# Ahernia glandulosa
Ahernia glandulosa là một loài thực vật có hoa trong họ Liễu. Loài này được Merr. mô tả khoa học đầu tiên năm 1909.